# لارس یونسون
لارس یونسون (سوئدی: Lars Jönsson؛ زادهٔ ۴ سپتامبر ۱۹۶۱) تهیه‌کننده فیلم اهل سوئد است.
از فیلم‌هایی که وی در آن‌ها نقش داشته‌است، می‌توان به ضدمسیح، ماموت، هری و سونیا، مندرلی، داگویل، اسکاگراک، همه چیز درباره عشق است، لیلیا برای همیشه، رقصنده در تاریکی، آمال لعنتی و شکستن امواج اشاره نمود.